# Ninomiya Chūhachi
Ninomiya Chūhachi est un nom japonais traditionnel ; le nom de famille (ou le nom d'école), Ninomiya, précède donc le prénom (ou le nom d'artiste).
Ninomiya Chūhachi (二宮 忠八) (20 juin 1866 - 8 avril 1936) est un pionnier japonais de l'aviation surtout connu pour ses prototypes Karasu-gata mokei hikouki de 1891 et Tamamushi-gata hikouki de 1893. Il conçut une machine volante à trois moteurs avant les frères Wright, et, même si son engin ne parvient pas à décoller, cela contribua à l'émergence future de l'aéronautique japonaise d'influence mondiale dans les années 1930.

## Biographie
Ninomiya est né à Yawatahama-ura dans la province d'Iyo (actuelle ville de Yawatahama). À 12 ans, son père, un marchand local, meurt, ce qui le force à travailler pour vivre. Alors qu'il est employé dans une imprimerie, une pharmacie, et dans d'autres endroits, il apprend en autodidacte la physique et la chimie. Il devient également expert dans la fabrication de kite (cerfs-volants japonais) et la vente de ses modèles lui rapporte assez d'argent pour acheter des livres.
En 1887, Ninomiya est enrôlé dans l'armée impériale japonaise. En novembre 1889, durant des manœuvres, il aperçoit des oiseaux planer et note qu'ils ne battent pas des ailes. Il développe le concept d'aéroplane à voilure fixe.
Ninomiya fabrique son premier engin volant, le Karasu-gata mokei hikouki (烏型模型飛行器), « Modèle d'avion de type-oiseau »). C'est le premier prototype aérien fabriqué au Japon. Il s'agit d'un monoplan d'une envergure de 45 cm. L'aile est à un angle dièdre. Les quatre pâles de l'hélice, inspirée par les jouets bambou-coptère, sont actionnées par une bande de caoutchouc. Le modèle est équipé d'un stabilisateur horizontal sur sa queue, et d'un stabilisateur vertical sur son nez. Il a trois roues pour train d'atterrissage. Le 29 avril 1891, le modèle roule sur trois mètres avant de décoller et vole sur 10m. Le lendemain, il vole sur 36m après un décollage manuel.

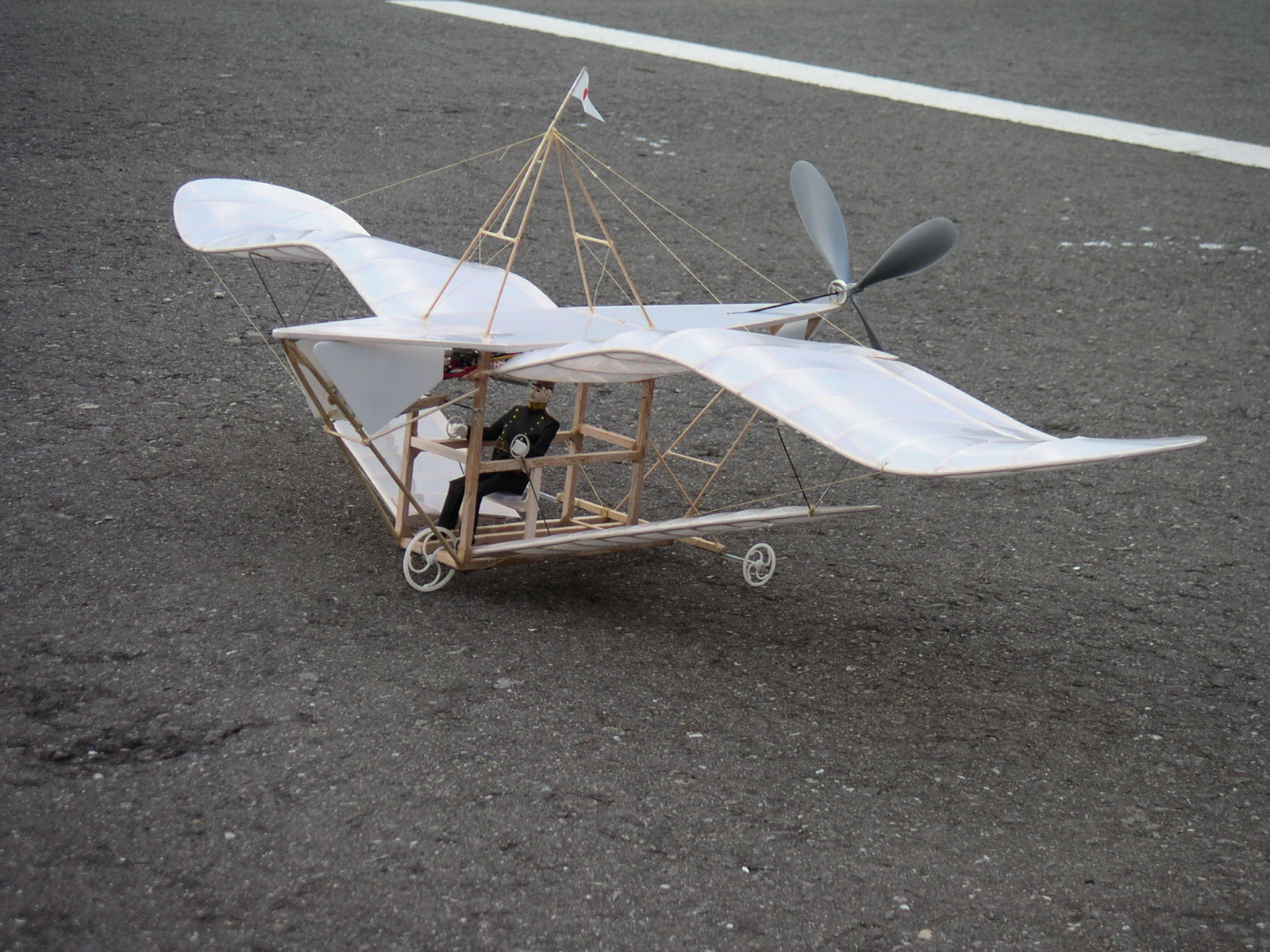
Maquette du Tamamushi-gata hikouki.

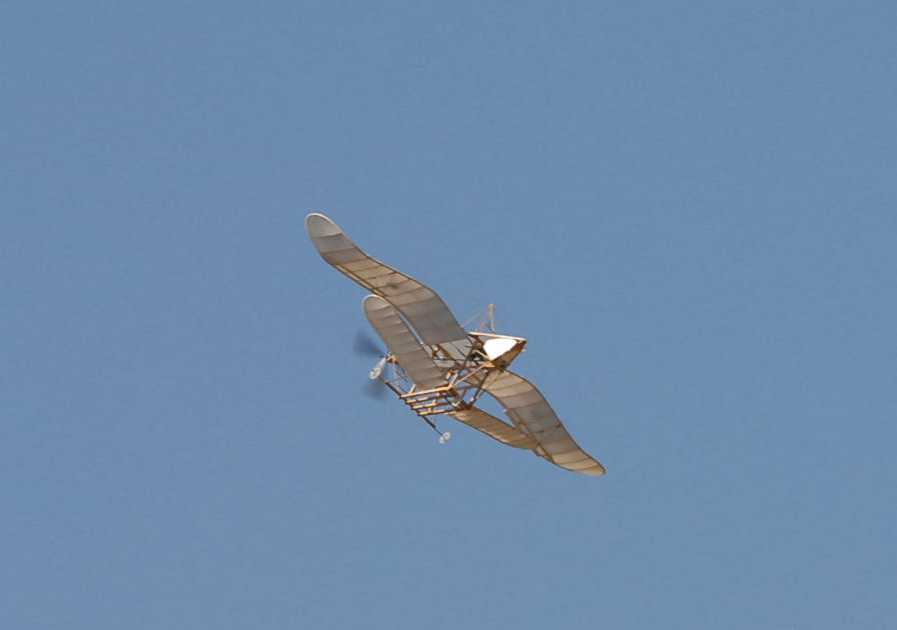
Le Tamamushi-gata hikouki en vol.

Son second prototype est le Tamamushi-gata hikouki (玉虫型飛行器), « Engin volant type perle de scarabée »), un biplan sans queue (en). L'aile du bas, plus petite que celle du haut, est mobile. Le modèle est également équipé d'une hélice à quatre pâles.
Ninomiya sert comme aide soignant durant la première guerre sino-japonaise. Il envoie le 19 août 1894 à l'attention du Chef d'État-Major de l'armée impériale japonaise une lettre contenant un plan de son engin volant et vantant les mérites de celui-ci, mais le Major Nagaoka Daishi ne lui prête aucune attention.
Après le conflit, Ninomiya quitte l'armée et travaille dans une compagnie pharmaceutique. Il décide de développer une machine volante par ses propres moyens. Avant qu'il ne devienne directeur de succursale en 1906, le développement stagne par manque d'argent. Durant cette période, les frères Wright réussissent à effectuer un vol habité mais Ninomiya n'a pas connaissance de la nouvelle. Il construit la coque sur le modèle Tamamushi et prévoit de l'équiper de 3 moteurs à essence. Cependant, en 1907 ou 1908, il apprend le succès des vols habités en Europe et en Amérique et il stoppe alors ses travaux par déception.
Plusieurs experts insistent sur le fait que son prototype basé sur le modèle Tamamushi n'aurait pas volé même s'il avait été terminé car il était justement trop lourd. En avril 1991, une réplique de son modèle, avec certaines modifications pour améliorer la stabilité, réussit avec succès à voler sur une distance de 50 m,.
En 1921, le général Yoshinori Shirakawa analyse les plans de Ninomiya et reconnait leur valeur. En 1922, l'armée lui passe commande. Le ministre Adachi Kenzō (en 1925) et le prince Kuniyoshi Kuni (en 1926) lui passent également commande. En 1927, Il est décoré pour son travail pionnier. Durant ses dernières années, il devient kannushi (prêtre shinto) pour prier l'âme des personnes mortes dans des accidents aériens. Il meurt d'un cancer de l'estomac le 8 avril 1936.